# Дијарбакир
Дијарбакир (тур. Diyarbakır, кур. ئامه‌د, Amed) је град у Турској у вилајету Дијарбакир. Према процени из 2009. у граду је живело 614.310 становника, већином Курда и зато се сматра за незваничну престоницу турског Курдистана.
Дијарбакир се налази на обалама реке Тигар. 
Име града потиче из арапског језика у коме значи „имање племена Бекр“..
У току Првог светског рата побијена је већина градских Јермена и Асираца на захтев гувернера Дијарбакира, др Мехмеда Решида. Број становника града је 1930-их био око 30.000, али се после тога нагло увећао приливом људи из околних руралних подручја која су стално угрожена турско-курдским сукобом.

## Становништво
Према процени, у граду је 2009. живело 614.310 становника.
| 1990.   | 2000.   |
| ------- | ------- |
| 373.810 | 545.963 |